# Archidiakon (evangelische Kirchen)
Der Titel Archidiakon bezeichnet in der Geschichte der deutschen evangelischen Kirchen den geistlichen Würdegrad des zweiten ordinierten Theologen einer evangelisch-lutherischen Pfarrgemeinde. Bis ins 19. Jahrhundert trug nur der Hauptprediger der Gemeinde den Titel Pastor oder Pfarrer. Weitere in der Gemeinde tätige ordinierte Theologen trugen den Titel Erzdiakon/Archidiakon (in Zwickau auch Protodiakon) sowie Diakon.
Ein Beispiel für einen evangelischen Theologen, der in der kirchlichen Laufbahn vom Diakon zum Archidiakon aufstieg, ist Artur Brausewetter (1864–1946), der über vierzig Jahre an der Oberpfarrkirche St. Marien in Danzig wirkte. In Lexika der damaligen Zeit findet sich für seine Amtsbezeichnung die Schreibweise „Archidiakonus“.